# Mohamed Al-Fayed
Mohamed Abdel Moneim Al-Fayed (em árabe: محمد عبد المنعم الفايد Muḥammad ʿAbd al-Munʿim al-Fāyid; nascido como Mohamed Abdel Moneim Fayed; 27 de janeiro de 1929 – Londres, 30 de agosto de 2023) foi um empresário egípcio. Ele estilizou-se Mohamed al-Fayed, uma designação árabe.
Dono de um conjunto imobiliário na Inglaterra, Fayed foi casado com a ex-modelo e socialite finlandesa Heini Wathén. Seu filho Dodi morreu num acidente de carro em Paris, no dia 31 de agosto de 1997, juntamente com Diana, Princesa de Gales. Mohamed teve ainda outros quatro filhos: Jasmine, Karim, Camilla e Omar.
A partir de 1997, Fayed foi alvo de escrutínio mediático e de investigações sobre alegações de  assédio  e  agressões  sexuais. Em 2024, tornou-se alvo de acusações póstumas de  violação.

## Biografia
Nascido em Bakos (باكوس), uma vizinhança no leste de Alexandria, Egito, Fayed era o filho mais velho de um pobre professor primário. Trabalhou em diversos ramos, desde vender limonada feita em casa na escola, como Coca-Cola nas ruas de sua cidade até trabalhar como vendedor de máquinas de costura. Também trabalhou como professor.
Ele fez sua fortuna quando se casou com Samira Khashoggi, irmã do comerciante internacional de armas Adnan Khashoggi, que empregou Fayed em seus importantes negócios na Arábia Saudita. Depois que estabeleceu fortes círculos de influência nos Emirados Árabes Unidos, no Haiti e em Londres, Fayed fundou sua própria companhia de frotas mercantes no Egito. Em 1966, tornou-se conselheiro financeiro de um dos homens mais ricos do mundo, Omar Ali Saifuddin III, o Sultão de Brunei.
Ele chegou à Grã-Bretanha em 1974 e adicionou al em seu nome, obtendo do Private Eye o apelido the Phoney Pharaoh ("o Faraó Embusteiro"). Mohamed brevemente juntou-se ao conglomerado de minas Lonrho em 1975. Em 1985, casou-se com Wathén, sua segunda esposa.
Em 1979, Fayed comprou o Hotel Ritz, em Paris, e com seu irmão Ali, adquiriu a House of Fraser, um grupo que incluía a famosa loja londrina Harrods, por 615 milhões de libras. O acordo da Harrods foi feito sob supervisão de Tiny Rowland, o chefe da Lonrho. Rowland estava louco para comprar a Harrods e levou os irmãos Fayed à inquirição do Department of Trade and Industry. A inquirição, envolvendo uma das mais amargas inimizades da história de negócios britânicos, resultou uma alegação em 1990 de que os Fayed haviam mentido a respeito de sua fortuna e posição. A guerra de palavras com Rowland continuou quando ele acusou-os de roubarem milhões em joias dos depósitos do cofre da Harrods. Rowland morreu, e al-Fayed acabou com a disputa fazendo um pagamento a sua viúva — Mohamed tinha sido apreendido durante a disputa e processou o Serviço de Polícia Metropolitano por falso arresto em 2002. Fayed perdeu o caso.
Em 1994, a House of Fraser virou pública, mas Fayed manteve posse privada da Harrods.
Por anos, Fayed sem sucesso solicitou cidadania britânica. Os Ministros dos Negócios Estrangeiros, tanto do Partido Trabalhista como do Partido Conservador, rejeitaram repetidas vezes seus requerimentos, com o pretexto de que ele não é um bom caráter. Consequentemente, Mohamed (sem sucesso) levou esse problema à corte. Com o intuito de promover sua imagem, ele doou milhões a instituições de caridade. 
O filho mais velho de Fayed, Dodi, estava namorando com Diana, princesa de Gales, antes de ser morto num trágico acidente de carro em Paris, em 1997. Fayed fez inúmeras alegações dizendo que suas mortes não foram acidentais, mas sim obras de uma bem planejada conspiração, que envolveria o ex-sogro de Diana, o Príncipe Philip, o MI5, o MI6, dentre outros. O pai de Dodi diz que os grupos de conspiradores da realeza britânica e dos oficiais de segurança não suportavam a ideia de que Diana supostamente estaria grávida de Dodi. Apesar de não haver nenhuma evidência que comprove que Diana estava planejando desposar Dodi, Mohamed persiste em dizer que a princesa estava grávida (veja o site oficial de Fayed, mais abaixo). Um inquérito realizado pela polícia britânica concluiu, em 14 de dezembro de 2006, que Diana não estava grávida no momento de sua morte. Fayed também disse que está sendo vítima de uma tentativa de ligá-lo ao grupo terrorista Al-Qaeda.
Em 2003, Fayed mudou-se de Surrey, Reino Unido, para a Suíça, alegando ter rompido com o contrato dos comissionários da Inland Revenue, o departamento britânico que era responsável pela coleta de taxa direta até abril de 2005. Em janeiro de 2005, um jornal de Genebra escreveu que Fayed se mudou novamente, desta vez para Mônaco, para levar vantagem de um clima com taxas mais favoráveis. É dito que Mohamed al-Fayed desistiu da ideia de obter cidadania britânica e que teve um passaporte dos Emirados Árabes Unidos.
O empresário tem um patrimônio estimado entre $880 milhões e $3,3 bilhões de dólares, mas há muitas discussões a respeito de sua fortuna (o Private Eye analisa regularmente sua situação financeira porque ele com frequência tem dívidas da Harrods). Ele continuou a ajudar muitas obras de caridade, porém foi criticado por não ajudar caridades de organizações não governamentais e caridades de seu terra natal, Egito.
Após dezesseis anos no comando do Fulham da Inglaterra, concordou em vende-lo no dia 13 de julho de 2013, para o empresário paquistanês Shahid Khan, por equivalente 300 milhões de dólares (676 milhões de reais).
Al-Fayed morreu em 30 de agosto de 2023, aos 94 anos, em Londres, exatamente um dia antes do aniversário de morte de seu filho.